# Gradac (Foča)
Gradac är en ort i Bosnien och Hercegovina. Den ligger i entiteten Republika Srpska, i den sydöstra delen av landet, 40 km sydost om huvudstaden Sarajevo. Gradac ligger 516 meter över havet och antalet invånare är 196.
Terrängen runt Gradac är huvudsakligen kuperad. Gradac ligger nere i en dal.Närmaste större samhälle är Foča, 9,6 km sydost om Gradac.
I omgivningarna runt Gradac växer i huvudsak lövfällande lövskog. Runt Gradac är det ganska tätbefolkat, med 75 invånare per kvadratkilometer.